# Matthew Lewis (acteur)
Pour les articles homonymes, voir Matthew Lewis et Lewis.
Matthew Lewis, né le 27 juin 1989 à Leeds dans le Yorkshire de l'Ouest, est un acteur britannique.
Il devient mondialement connu en jouant le rôle de Neville Londubat dans les films Harry Potter, adaptés de la saga du même nom.

## Biographie
Matthew David Lewis naît à Leeds dans le Yorkshire de l'Ouest et grandit à Horsforth d'Adrian Lewis, un informaticien et Lynda Needham, une juge,. Il est le plus jeune d'une famille de trois garçons, l'un de ses frères Anthony Lewis (en) est aussi acteur.
Il a étudié à l'école St Mary's Menston Catholic Voluntary Academy (en) à Menston.

## Carrière

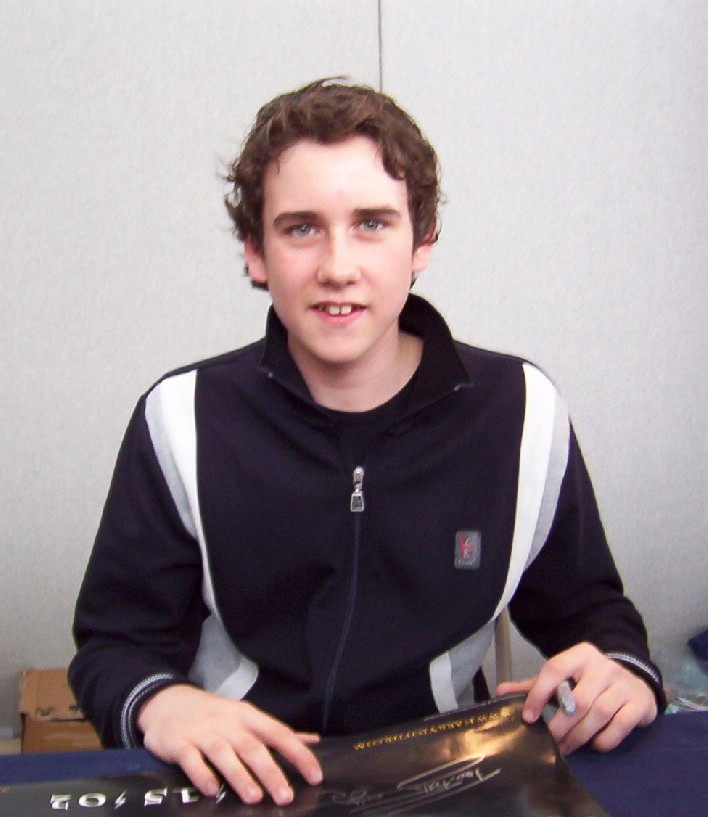
Matthew Lewis en octobre 2003.

### Avant Harry Potter
Il commence sa carrière d'acteur à l'âge de cinq ans dans des rôles mineurs dans des séries télévisées comme Inspecteurs associés ou encore Where the Heart Is. Il apparaît aussi dans le téléfilm Some Kind of Life (en).

### 2001-2011: Harry Potter

#### Casting pour la première partie de la saga

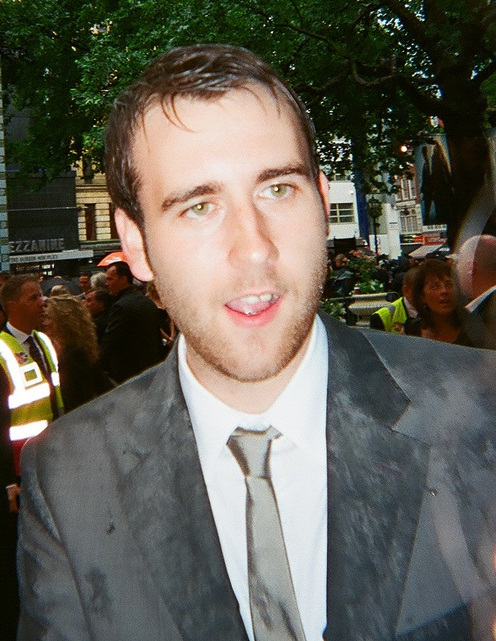
Matthew Lewis à l'avant-première de Harry Potter et le Prince de sang-mêlé en 2009.

En 1999, démarre le casting pour le film Harry Potter à l'école des sorciers. Grand fan de la saga Harry Potter, le jeune Matthew, accompagné par sa mère, est arrivé un peu par hasard dans la saga puisqu'il a passé les auditions sans avoir de rôle en tête, voulant simplement faire partie de l’aventure. Matthew Lewis est choisi pour jouer le rôle de Neville Londubat, à l'âge de dix ans, dans le film Harry Potter à l'école des sorciers. Un an plus tard, Matthew Lewis joue une nouvelle fois le rôle de Neville dans Harry Potter et la Chambre des secrets (2002), le deuxième opus de la série. Les critiques saluent une nouvelle fois les interprétations des acteurs principaux.
En 2004, Harry Potter et le Prisonnier d'Azkaban, le troisième volet de la série Harry Potter sort. Ce film est celui qui rencontre le moins de succès de toute la série Harry Potter.
En 2005, Harry Potter et la Coupe de feu, quatrième volet de la série de films Harry Potter bat tous les records précédents, notamment celui au box-office, pour son week-end d'ouverture. Ce record est battu à la fois aux États-Unis et au Royaume-Uni, ainsi que par rapport aux épisodes précédents de la série.

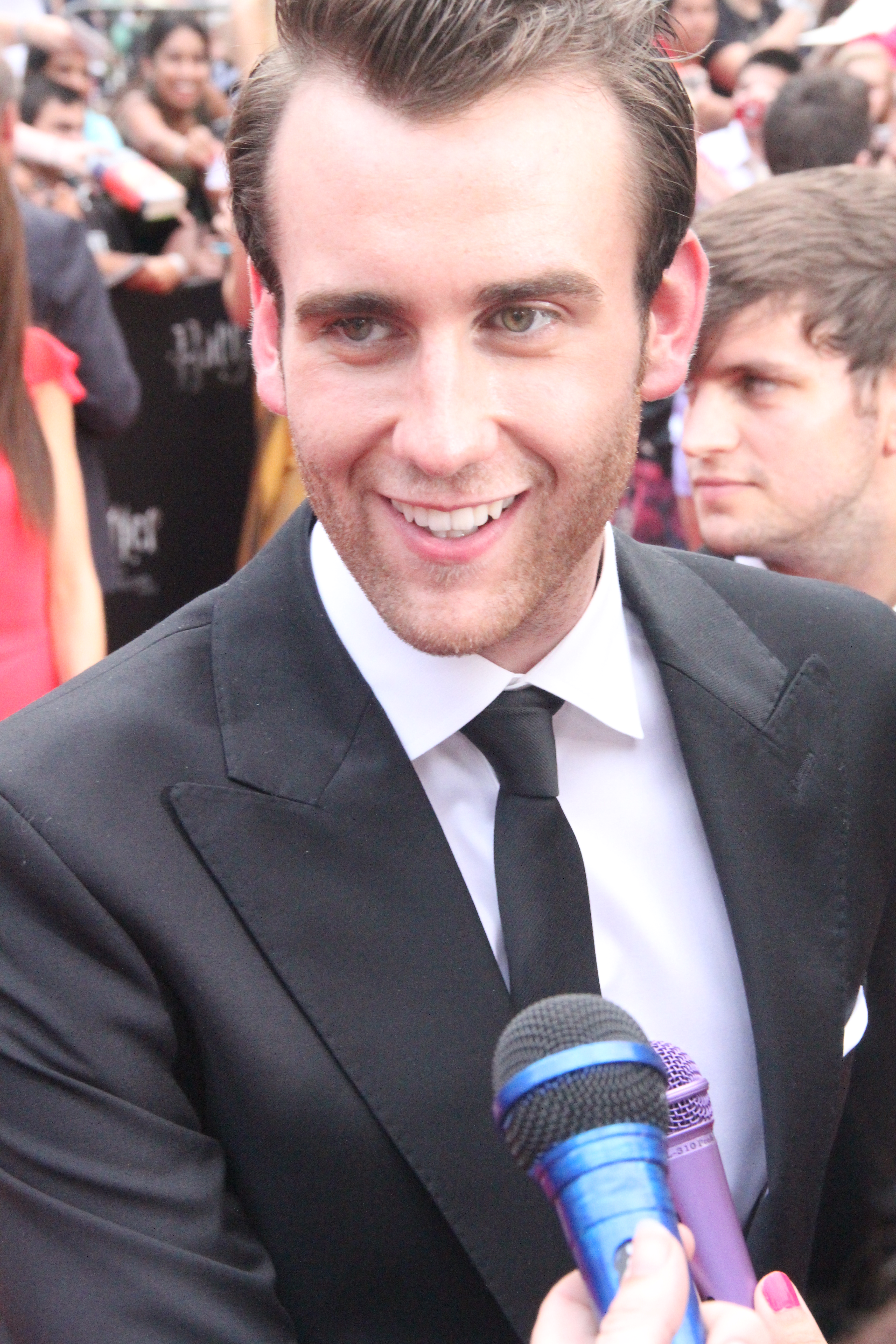
Matthew Lewis à la première new-yorkaise de Harry Potter et les Reliques de la Mort en juin 2011.

Le cinquième film de la franchise Harry Potter et l'Ordre du Phénix, sort en 2007. C'est un énorme succès commercial. Le film établit un record avec une somme, au niveau mondial, de 33 270 000 $ de recette pour son week-end d'ouverture. Durant le tournage de Harry Potter et l'Ordre du Phénix, l'interprète de Bellatrix Lestrange, Helena Bonham Carter a accidentellement rompu le tympan de celui-ci quand elle a collé sa baguette sur son oreille.

#### Engagement pour la seconde partie de la saga
Le sixième film de la série, Harry Potter et le Prince de sang-mêlé, initialement prévu pour novembre 2008, sort en retard, le 25 juillet 2009.
Le tournage pour la dernière tranche de la série Harry Potter, Harry Potter et les Reliques de la Mort, va du 18 février 2009 au 12 juin 2010. Pour des raisons aussi bien financières que liées au respect de l'œuvre, le livre original a été divisé en deux films, tournés l'un après l'autre. En effet, le réalisateur aurait été contraint de couper de nombreuses scènes pour tenir tout le roman dans un seul film. Harry Potter et les Reliques de la Mort : Première partie sort le 24 novembre 2010. Le dernier opus, Harry Potter et les Reliques de la Mort : Deuxième partie sort en juillet 2011. C'est le premier et le seul film de la série diffusé en 3D. C'est aussi le seul film de la série « Harry Potter » à passer la barre symbolique du milliard de dollars de recettes dans le monde.

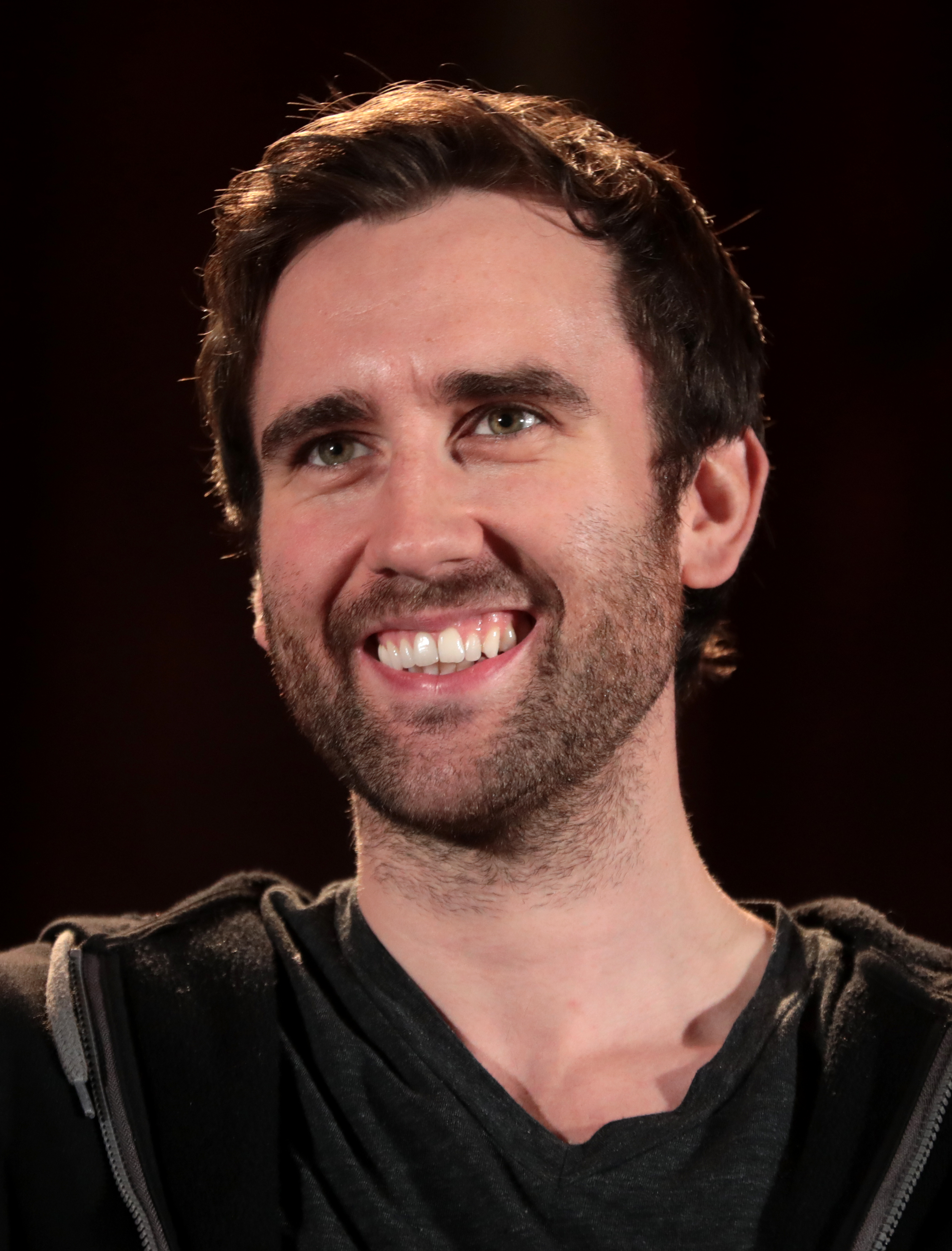
Matthew Lewis à la Phoenix Fan Fusion en mai 2019.

### AprèsHarry Potter: d'autres rôles cinématographiques
Il a joué le rôle d'un journaliste dans le film The Sweet Shop, tourné avant Harry Potter et les Reliques de la mort. Il interprète durant cinq épisodes le rôle de Jamie Bradley dans la série The Syndicate (en) de Kay Mellor, diffusée sur BBC One au printemps 2012.
En 2013, il commence à interpréter le rôle du Caporale Gordon « TowerBlock » House dans le série Bluestone 42. L'histoire se concentre sur la vie d'un détachement de démineurs de l'armée britannique en Afghanistan pendant l'Operation Herrick. Elle est diffusée entre le 5 mars 2013 et le 13 avril 2015 sur la chaîne BBC Three.
En 2016, il joue le rôle de Patrick dans le film Avant toi avec Emilia Clarke et Sam Claflin.
Le 4 mars 2019, il rejoint le casting du film Baby, Done, dirigé par Curtis Vowell et produit par Taika Waititi, au côté de l'actrice Rose Matafeo. L'acteur déclare : « Je suis immédiatement tombé amoureux du scénario et de l'équipe de créateurs derrière lui. Je suis aussi une grande fan de Rose et de son travail. Par conséquent, être en face de son tournage dans la belle Nouvelle-Zélande est un privilège et j'ai hâte de donner vie à cette histoire ». Le film sort au cinéma le 22 octobre 2020.
En septembre 2020, Matthew Lewis joue dans la série télévisée All Creatures Great and Small (en), diffusé sur Channel 5 et PBS. Il est aux côtés de Samuel West, Anna Madeley et Diana Rigg (décédée le 10 septembre 2020).

## Vie privée
En juillet 2016, Matthew rencontre la blogueuse américaine Angela Jones lors d’un événement aux Universal Studios d’Orlando. En décembre de la même année, ils se fiancent à Paris. Ils se marient le 28 mai 2018 à Portofino en Italie.
Matthew Lewis devient en 2013, le vice-président de la Leeds Rugby Foundation (ou autrement appelé la Kirkstall Training Ground (en)). En septembre 2020, lui et l'ancien joueur de football de l'équipe Leeds United Football Club, Jermaine Beckford, créent le podcast sportif nommé Doing a Leeds.

## Théâtre
- 2006 : Children's Party at the Palace (en) : Neville Londubat
- 2011 : Agatha Christie's Verdict : Lester Cole
- 2012 : Our Boys : Mick
- 2016 : Unfaithful : Peter

## Filmographie

### Cinéma

#### Longs métrages
- 2001 : Harry Potter à l'école des sorciers (Harry Potter and the Philosopher's Stone) de Chris Columbus : Neville Londubat
- 2002 : Harry Potter et la Chambre des secrets (Harry Potter and the Chamber of Secrets) de Chris Columbus : Neville Londubat
- 2004 : Harry Potter et le Prisonnier d'Azkaban (Harry Potter and the Prisoner of Azkaban) d'Alfonso Cuarón : Neville Londubat
- 2005 : Harry Potter et la Coupe de feu (Harry Potter and the Goblet of Fire) de Mike Newell : Neville Londubat
- 2007 : Harry Potter et l'Ordre du Phénix (Harry Potter and the Order of the Phoenix) de David Yates : Neville Londubat
- 2009 : Harry Potter et le Prince de sang-mêlé (Harry Potter and the Half-Blood Prince) de David Yates : Neville Londubat
- 2010 : Harry Potter et les Reliques de la Mort, 1re partie (Harry Potter and the Deathly Hallows) de David Yates : Neville Londubat
- 2011 : Harry Potter et les Reliques de la Mort, 2e partie (Harry Potter and the Deathly Hallows) de David Yates : Neville Londubat
- 2012 : Wasteland de Rowan Athale : Harvey « Dodd » Denton
- 2013 : The Sweet Shop de Ben Myers : le journaliste
- 2016 : Avant toi (Me Before You) de Thea Sharrock : Patrick
- 2018 : Terminal de Vaughn Stein : Lenny
- 2020 : Baby Done (en) de Curtis Vowell : Tim

#### Courts métrages
- 2010 : Harry Potter and the Forbidden Journey de Thierry Coup : Neville Londubat
- 2012 : Night of the Loving Dead de Anna Humphries : Nigel (voix)
- 2016 : Juliet Remembered de Tamzin Merchant : Toby

### Télévision

#### Séries télévisées
- 1996 : Inspecteurs associés : Davy Plessey (épisode « An Advancement of Learning »)
- 1997 : Where the Heart Is : Billy Bevan (épisode « Things Fall Apart »)
- 1998 : City Central (en) : Ben Morton (1 épisode)
- 1999 : Heartbeat (en) : Alan Quigley (saison 9, épisode 10)
- 2000 : This is Personal: The Hunt for the Yorkshire Ripper (en) : Christopher à 9 ans (2 épisodes)
- 2012 : The Syndicate (en) : Jamie (5 épisodes)
- 2013-2015 : Bluestone 42 : Gordon « TowerBlock » House (13 épisodes)
- 2014 : Meurtres au paradis : Dominic Claydon (saison 4, épisode 7)
- 2016 : Ripper Street : D S Samuel Drummond (12 épisodes)
- 2016 : Happy Valley : Sean Balmforth (5 épisodes)
- 2018 : Girlfriends (en) : Tom Dreyton (5 épisodes)
- 2018 : Nutritiously Nicola : lui-même (2 épisodes)
- 2020 : All Creatures Great and Small (en) : Hugh Hulton (6 épisodes)

#### Téléfilm
- 1995 : Some Kind of Life (en) de Kay Mellor (en) : Johathan Taylor

#### Émissions
- 2017 : Les Jokers : lui-même (saison 6, épisode 13)
- 2022 : Harry Potter : Retour à Poudlard (Harry Potter 20th Anniversary: Return to Hogwarts) de Casey Patterson : lui-même (épisode spécial ou réunion spéciale)

### Clip vidéo
- 2012 : Filth de Buriers : le petit-ami

## Voix françaises
En France, Romain Larue est la voix française ayant le plus doublé Matthew Lewis depuis la saga Harry Potter.
| En France - Romain Larue dans : - Harry Potter à l'école des sorciers - Harry Potter et la Chambre des secrets - Harry Potter et le Prisonnier d'Azkaban - Harry Potter et la Coupe de feu - Harry Potter et l'Ordre du Phénix - Harry Potter et le Prince de sang-mêlé - Harry Potter et les Reliques de la Mort, première partie - Harry Potter et les Reliques de la Mort, deuxième partie - Harry Potter : Retour à Poudlard (émission) | Et aussi - Thibaut Lacour dans : Happy Valley (série télévisée) - Fabrice Fara dans Avant toi |